# Grenoble Challenger
Il Grenoble Challenger è stato un torneo professionistico di tennis giocato sul cemento, che faceva parte dell'ATP Challenger Series. Si giocava annualmente a Grenoble in Francia dal 1999.

## Albo d'oro

### Singolare
| Anno | Campione         | Finalista           | Punteggio        |
| ---- | ---------------- | ------------------- | ---------------- |
| 1999 | Julien Boutter   | Antony Dupuis       | 6–2, 4–6, 6–4    |
| 2000 | Antony Dupuis    | Jan Siemerink       | 7–6(10), 7–6(11) |
| 2001 | Johan Settergren | Ivan Ljubičić       | 5–7, 7–6(4), 7–5 |
| 2002 | Michaël Llodra   | Irakli Labadze      | 6–4, 6–3         |
| 2003 | Richard Gasquet  | Harel Levy          | 7–5, 7–6(1)      |
| 2004 | Karol Kučera     | Nicolas Mahut       | 7–5, 6–2         |
| 2005 | Marc Gicquel     | Thomas Enqvist      | 6–0, 6–2         |
| 2006 | Michaël Llodra   | Nicolas Tourte      | 6–2, 6–2         |
| 2007 | Nicolás Lapentti | Kristian Pless      | 6–3, 7–5         |
| 2008 | Kristof Vliegen  | Alexandre Sidorenko | 6–4, 6–3         |

### Doppio
| Anno | Campione                           | Finalista                         | Punteggio           |
| ---- | ---------------------------------- | --------------------------------- | ------------------- |
| 1999 | Adam Peterson Chris Tontz          | Martín García Cristiano Testa     | 4–6, 6–3, 6–4       |
| 2000 | Julian Knowle Lorenzo Manta        | Yves Allegro Julien Cuaz          | 6–3, 6–4            |
| 2001 | Jonathan Erlich Andy Ram           | Paul Rosner Glenn Weiner          | 6–4, 3–6, 7–6(4)    |
| 2002 | Todd Larkham Michael Tebbutt       | Massimo Bertolini Cristian Brandi | 4–6, 6–3, 6–4       |
| 2003 | Paul Baccanello Harel Levy         | Rik De Voest Johan Landsberg      | 5–7, 6–4, 7–6(5)    |
| 2004 | Uros Vico Lovro Zovko              | Michael Berrer Răzvan Sabău       | 6–2, 6–4            |
| 2005 | Julien Benneteau Nicolas Mahut     | Grégory Carraz Nicolas Tourte     | 4–6, 6–4, 6–3       |
| 2006 | Tejmuraz Gabašvili Evgenij Korolëv | Thomas Oger Nicolas Tourte        | 7–5, 6–4            |
| 2007 | Jasper Smit Martijn van Haasteren  | Frederik Nielsen Martin Pedersen  | 6–3, 6–1            |
| 2008 | Martin Fischer Philipp Oswald      | Niels Desein Dick Norman          | 6(5)–7, 7–5, [10–7] |